# Mirka Federerová
Miroslava „Mirka“ Federerová, nepřechýleně Mirka Federer, rodným jménem Miroslava Vavrincová (* 1. dubna 1978 Bojnice) je bývalá švýcarská profesionální tenistka slovenského původu a od dubna 2009 manželka tenisty Rogera Federera. Na profesionálním okruhu se pohybovala od sezóny 1998 do roku 2002, kdy předčasně ukončila kariéru ve 24 letech pro opakující se poranění nohy.
Na turnajích WTA Tour nevyhrála žádný titul. V rámci okruhu ITF získala tři tituly ve dvouhře a jeden ve čtyřhře. Na žebříčku WTA byla nejvýše ve dvouhře klasifikována v září 2001 na 76. místě a ve čtyřhře pak v srpnu 1998 na 214. místě. Ve světové juniorské klasifikaci ITF figurovala nejvýše v závěru prosince 1995 na 150. příčce.
Ve švýcarském fedcupovém týmu debutovala v roce 1994 červencovým 1. kolem Světové skupiny proti Kanadě, v němž s Manuelou Schwerzmannovou prohrály čtyřhru a Švýcarky vypadly 0:3 na zápasy. V soutěži nastoupila ke dvěma mezistátním utkáním s bilancí 0–0 ve dvouhře a 0–2 ve čtyřhře, když členkou týmu byla třikrát.

## Soukromý život
Narodila se roku 1978 ve středoslovenských Bojnicích, kde přišli na svět také olympijský vítěz Miloslav Mečíř a Karina Habšudová. Z Československa emigrovala spolu s rodiči do Švýcarska ve věku dvou let.
Tenis začala hrát roku 1987, když jí bylo devět let. Impulsem k tomuto rozhodnutí se stala návštěva západoněmeckého tenisového turnaje ve Filderstadtu, kam ji vzal otec. Na něm se setkala se světovou jedničkou a československou emigrantkou Martinou Navrátilovou, která jí doporučila tenis a poté věnovala první raketu.
Dne 11. dubna 2009 se vdala za švýcarského profesionálního tenistu Rogera Federera (nar. 1981). Svatba se uskutečnila v riehenské Wenkenhofově vile u Basileje, v kruhu několika blízkých přátel a členů rodiny. Dvojice se poznala na Letních olympijských hrách 2000 v Sydney, kde oba reprezentovali Švýcarsko. Svůj vztah započali poslední den olympiády. Následně jej utajovali až do léta 2001. Společně také odehráli Hopmanův pohár 2002. 
Do manželství se 23. července 2009 narodily dvě dcery, dvojčata Myla Rose a Charlene Riva Federerovy. Dne 24. prosince 2013 manželé oznámili, že v průběhu roku 2014 očekávají narození třetího potomka a 6. května 2014 se jim v Curychu narodila druhá dvojčata, synové Leo a Lenny.
Poté, co Federer založil společnost Roger Federer Management pro správu svých obchodních záležitostí, věnovala se tehdy jeho přítelkyně Vavrincová záležitostem styku s médii a organizaci cestování. Během tenistovy kariéry jej doprovázela po většině turnajů okruhu ATP Tour.

## Tenisová kariéra

### 1992–2002: Čtyři tituly na okruhu ITF

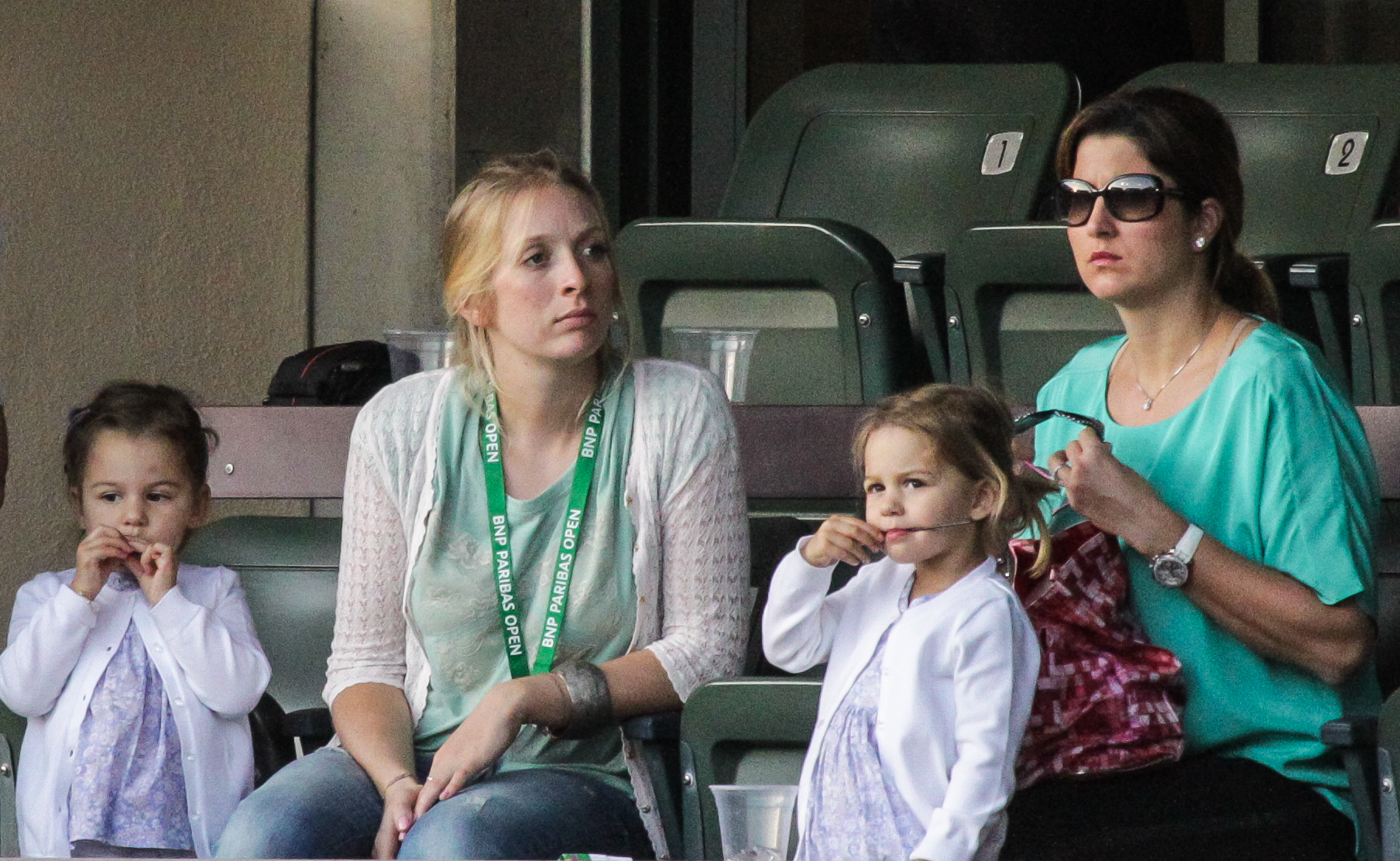
Mirka Federerová (vpravo) s dcerami Mylou Rose a Charlene Rivou na březnovém Indian Wells Masters 2012

Na okruhu ITF se pohybovala od svých 14 let. První turnaj, do něhož nastoupila v červnu 1992, se konal v Mariboru. Odehrála na něm čtyřhru s bosenskou hráčkou Nerminou Drecovou. V úvodním kole je vyřadila rakousko-německá dvojice Andrea Tunková a Maja Wittkeová po třísetovém průběhu. Ve východoslovinské Murské Sobotě pak v červnu 1993 odehrála premiérovou událost dvouhry v  kariéře. Po výhře nad 609. tenistkou žebříčku Christinou Fischlerovou z Německa poměrem 6–1, 4–6, 6–1, skončila ve druhém kole na raketě Češky Denisy Sobotkové.
Debutový, a jediný deblový, titul si připsala ve druhé polovině října 1993, když s krajankou Nathalií Tschanovou vyhrály turnaj v Lagenthalu. Ve finále si Švýcarky poradily s francouzsko-rakouskou dvojicí Anne De Gioanniová a Heidi Sprungová. Na navazující lotyšské události v Jūrmale se po boku Polky Aleksandry Olszové probojovala opět do finále debla, v němž pár nestačil na ukrajinské hráčky Nataliu Bondarenkovou a Elenu Tatarkovovou.
První finále dvouhry si zahrála během září 1994 na klužské antuce, v němž utržila porážku od páté nasazené Češky Adriany Gerši po hladkém průběhu 2–6 a 1–6. Ve švédském Båstadu pak v lednu 1995 odešla jako poražená finalistka ze zápasu proti Maďarce Katalin Miskolcziové. Během března 1997 prošla, po výhře nad Milenou Nekvapilovou, do závěrečného duelu turnaje v izraelském Tel Avivu. V boji o titul zdolala izraelskou hráčku Natalii Cahanovou 6–3, 7–6 a připsala si premiérový titul ve dvouhře. V červnu téhož roku hrála finále v polské Bytomi, kde byla nad její síly druhá nasazená Češka Jana Pospíšilová. V předchozím průběhu turnaje přehrála tři zástupkyně českého tenisu, včetně semifinálové výhry nad Gabrielou Navrátilovou. Ve druhé polovině června získala druhý titul, když na antukových dvorcích ve švýcarském Klostersu přehrála Rakušanku Evelyn Fauthovou 4–6, 7–5 a 6–2. Čtrnáct dnů poté, pokračovala její finálová série ve finském Lohja. V závěrečném duelu turnaje však nestačila na švédskou tenistku Marii Perssonovou poměrem 6–3, 4–6 a 3–6.

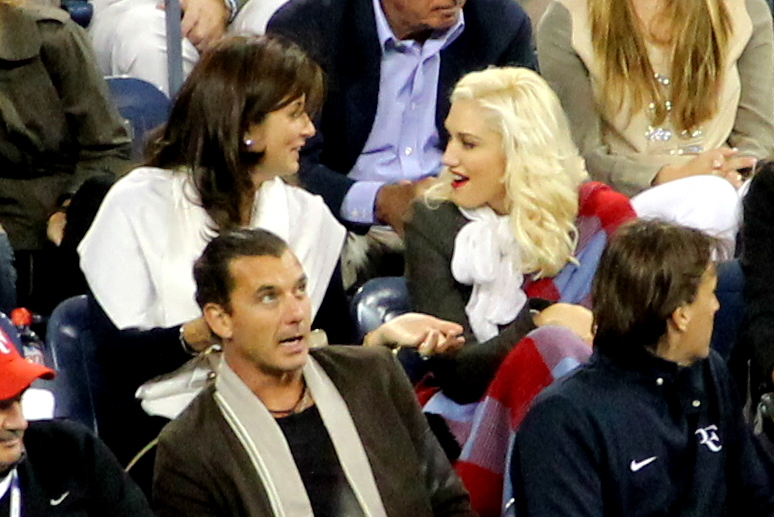
Mirka Federerová (vlevo) a zpěvačka Gwen Stefani během čtvrtfinále Federer–Söderling na US Open 2010

Sezónu 1998 odstartovala lednovou bitvou o titul ve floridském Delray Beach. V ní však hladce podlehla britské hráčce Louise Latimerové 2–6 a 0–6. Do dalšího finále dvouhry postoupila rok poté, opět během ledna na americkém kontinentu v Boca Raton 1999, když po semifinálové výhře nad Alinou Židkovovou, podlehla Američance Stephanii Chiové. Následující týden si připsala poslední třetí singlovou trofej kariéry. Na floridském turnaji v Clearwateru porazila podruhé za sebou Židkovovou, tentokrát ve finálovém zápasu poměrem 6–0 a 7–6. Během února se probojovala do finále v illinoiském Rockfordu, když na cestě turnajem ve třetím kole vyřadila budoucí světovou jedničku Justine Heninovou. V posledním duelu turnaje však skončila na raketě Britky Samanthy Smithové. V březnu jí plány na zisk čtvrtého titulu překazila v rozhodující bitvě Japonka Šinobu Asagoeová, která tak vyhrála turnaj v Nodě. Další finálová porážka přišla v polovině září na události v mexické metropoli Ciudad de México, kde ji stopku vystavila kanadská hráčka Vanessa Webbová.
Poslední finále kariéry odehrála v srpnu 2000 na turnaji s rozpočtem 50 000 dolarů v tureckém Istanbulu. V semifinále zdolala Rakušanku Patricii Wartuschovou, ale v boji o titul podlehla ukrajinské hráčce Tatianě Perebijnisové poměrem 4–6 a 3–6. Závěrečnou událostí okruhu organizovaného Mezinárodní tenisovou federací se stal francouzský turnaj v Dinahu. Na počátku srpna 2002 ji v prvním kole vyřadila Němka Adriana Barnová.

### 1999–2002: Na WTA Tour nejdále do čtvrtfinále

#### 1999
Premiérovou událostí kariéry patřící do kalendáře WTA Tour, na níž odehrála hlavní soutěž, byl květnový grandslam French Open. Po výhrách ve třech kvalifikačních kolech se jako 171. hráčka světa utkala v úvodní fázi s Jihoafričankou Mariaan de Swardtovou. Poražena odešla po hladkém dvousetovém průběhu 0–6 a 4–6. V červnu pak vyhrála první zápas na uzbeckém Tashkent Open, když porazila Němku Ancu Barnovou, aby ji ve druhém kole zastavila další německá tenistka Angelika Bachmannová. Na červencovém Internazionali Femminili di Palermo postoupila do osmifinále, v němž podlehla 82. ženě světové klasifikace Ritě Kuti-Kisové z Maďarska. Druhé kolo si zahrála na zářijovém Toyota Princess Cup v Tokiu. Po výhře nad Američankou Tarou Snyderovou narazila na dvojnásobnou obhájkyni titulu a světovou pětku Moniku Selešovou, na níž dokázala uhrát jediný game.

#### 2000

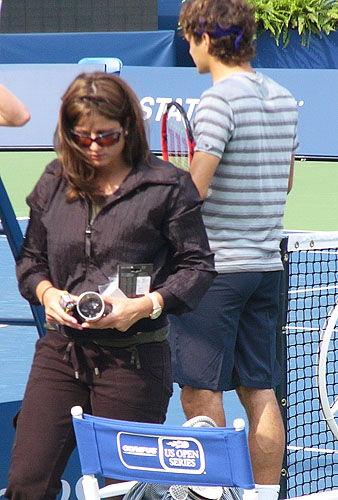
Mirka Vavrinecová při Federerově tréninku na červencovém Canada Masters 2008

Do prvního čtvrtfinále kariéry se probojovala na úvodním turnaji sezóny 2000 v novozélandském Aucklandu. Z pozice 104. tenistky žebříčku si na ASB Classic 2000 poradila se dvěma Španělkami Marií Sanchezovou Lorenzovou a Nurií Llagosteraovou Vivesovou. Mezi poslední osmičkou ji však ve dvou setech stopku vystavila Nizozemka Amanda Hopmansová. Prvního vítězného zápasu v kategorii Grand Slamu dosáhla na Australian Open, kde zdolala australskou tenistku Lisu McSheovou. Následně ji vyřadila šestá nasazená Rakušanka Barbara Schettová.
Na dubnovém Estoril Open skončila ve čtvrtfinále na raketě 49. ženy klasifikace Silvie Farinové Eliové z Itálie. Následující týden pronikla opět mezi posledních osm hráček na budapešťském Westel 900 Open. Po výhře nad Adrianou Gerší podlehla čtvrté nasazené Španělce Angeles Montoliové. Od postupu do druhého kola na květnovém Belgian Open, nevyhrála na okruhu WTA žádné utkání až do říjnového Toyota Princess Cupu, kde podruhé za sebou vypadla v osmifinále se Selešovou. Navazující kjótský turnaj Japan Open Tennis Championships znamenal čtvrtfinálovou účast a v ní třísetovou porážku od nejvýše nasazené Francouzky Julie Halardové-Decugisové. Do konce roku již na okruhu neodehrála ani jeden zápas.

#### 2001
Na melbournském Australian Open přehrála v úvodním kole francouzskou 32. tenistku světa Anne-Gaëlle Sidotovou, aby skončila ve druhé fázi na raketě čtvrté nasazené Moniky Selešové. Až do zářijového US Open nepřešla na žádném turnaji druhé kolo. Na dvorcích Národního tenisového centra Billie Jean Kingové pak dosáhla nejlepšího grandslamového výsledku kariéry, když se probojovala do třetího kola. Jako 96. tenistka klasifikace nejdříve vyřadila 31. nasazenou Španělku Cristinu Torrensovou Valerovou. Poté vyřadila Bělorusku Taťánu Pučekovou, ovšem ve třetí fázi nestačila na světovou šestku Justine Heninovou z Belgie, která jí oplatila dřívější porážku z okruhu ITF. Výdělek 35 000 dolarů představoval nejvyšší odměnu v její kariéře. Zisk 44 bodů znamenal žebříčkové maximum, když po grandslamu figurovala na 76. místě.
Do konce roku nastoupila pouze k jedinému zápasu na bratislavském Eurotel Slovak Indoors hraném během října v rodném Slovensku. Její působení na turnaji ukončila v prvním kole pátá nasazená Denisa Chládková. Jednalo se o vůbec poslední účast Vavrinecové v hlavní soutěži události WTA.
V sezóně 2002 již nepostoupila z žádné kvalifikace turnaje nejvyšší úrovně ženského tenisu – WTA Tour.

### Týmové soutěže – švýcarská reprezentantka

#### Fed Cup
Ve švýcarském fedcupovém týmu celkově odehrála dvě čtyřhry a třikrát byla členkou družstva. K prvnímu střetnutí nastoupila v červencovém 1. kole Světové skupiny 1994. Mezistátní zápas proti Kanadě se konal na antuce ve Frankfurtu nad Mohanem. Spolu s Manuelou Schwerzmannovou prohrály s párem Jill Hetheringtonová a Rene Collinsová. Švýcarky tak vypadly 0:3 na zápasy.
Podruhé odehrála čtyřhru v bratislavské základní fázi Světové skupiny 2000 proti družstvu Slovenska. Spolu s Patty Schnyderovou v hale Incheba nestačily na pár Daniela Hantuchová a Karina Habšudová. Přesto hráčky helvetského kříže v dubnovém duelu zvítězily 2:1 na zápasy.

#### Hopman Cup
Na přelomu let 2001 a 2002 reprezentovala Švýcarsko na XXIV. ročníku Hopmanova poháru. Spoluhráčem na oficiálním mistrovství smíšených družstev v perthském dómu Burswood se stal její životní partner Roger Federer. Tenisté helvetského kříže na turnaj přijížděli v roli obhájců titulu, když Hopman Cup 2001 vyhráli Federer s Martinou Hingisovou.
V základní čtyřčlenné skupině A Švýcaři nejdříve narazili na Austrálii, jíž podlehli 0:3 na zápasy. Po prohře Vavrinecové s Aliciou Molikovou 3–6 a 4–6, nestačil Federer na Lleytona Hewitta. Závěrečnou smíšenou čtyřhru opanovali Australané, když ztratili pouze čtyři hry. Ani ve druhém měření sil proti Španělsku nezískala švýcarská dvojice žádný bod. Favorizované soupeřce Arantxe Sánchezové Vicariové podlehla Vavrinecová 2–6 a 0–6. Federer pak nezvládl duel s Tommym Robredem a z mixu odešli obhájci titulu také poraženi. Bez postupových šancí pak zástupci helvetského kříže zvítězili nad Argentinou 2:1 na zápasy. Nad síly Vavrinecové byla Paola Suárezová po třísetovém průběhu 2–6, 6–3 a 2–6. Federer svůj singl proti Marianu Zabaletovi vyhrál a získal pro tým první bod na turnaji. Švýcarský pár se s Perthem rozloučil vítězstvím v mixu.

#### Letní olympijské hry
Jako členka švýcarské výpravy se Mirka Vavrincová zúčastnila soutěží ženské dvouhry a ženské čtyřhry na Letních olympijských hrách 2000 v australském Sydney. Olympiáda probíhala ve druhé polovině září 2000 na otevřených dvorcích tenisového areálu NSW Tennis Centre.
Do dvouhry zasáhla po obdržení divoké karty, kterou získala ve formě pozvání od Mezinárodní tenisové federace. V prvním kole ji však deklasovala desátá nasazená Ruska a pozdější stříbrná medailistka Jelena Dementěvová po setech 6–1 a 6–1, která prohrála až ve finále s Venus Williamsovou.
S krajankou Emmanuelle Gagliardiovou rozehrály čtyřhru soubojem s venezuelskou dvojicí María Ventová-Kabchiová a Milagros Sequerová. Turnaj opustily po prohře 2–6 a 5–7.
V olympijské vesnici pak Vavrincová navázala partnerský vztah s Rogerem Federerem.

## Finále na okruhu ITF

### Dvouhra: 13 (3–10)
| stav       | č.  | datum            | turnaj                      | dotace     | povrch | finalistka            | výsledek      |
| ---------- | --- | ---------------- | --------------------------- | ---------- | ------ | --------------------- | ------------- |
| Finalistka | 1.  | 12. září 1994    | Kluž, Rumunsko              | 10 000 USD | antuka | Adriana Gerši         | 2–6, 1–6      |
| Finalistka | 2.  | 3. ledna 1995    | Båstad, Švédsko             | 10 000 USD | tvrdý  | Katalin Miskolcziová  | 6–1, 2–6, 5–7 |
| Vítězka    | 1.  | 8. března 1997   | Tel Aviv, Izrael            | 10 000 USD | tvrdý  | Natalie Cahanová      | 6–3, 7–6      |
| Finalistka | 3.  | 8. června 1997   | Bytom, Polsko               | 10 000 USD | antuka | Jana Pospíšilová      | 6–7, 7–6, 1–6 |
| Vítězka    | 2.  | 22. června 1997  | Klosters, Švýcarsko         | 10 000 USD | antuka | Evelyn Fauthová       | 6–7, 7–6, 1–6 |
| Finalistka | 4.  | 7. července 1997 | Lohja, Finsko               | 10 000 USD | antuka | Maria Perssonová      | 6–3, 4–6, 3–6 |
| Finalistka | 5.  | 18. ledna 1998   | Delray Beach, Spojené státy | 10 000 USD | tvrdý  | Louise Latimerová     | 2–6, 0–6      |
| Finalistka | 6.  | 24. ledna 1999   | Boca Raton, Spojené státy   | 10 000 USD | tvrdý  | Stephanie Chiová      | 1–6, 3–6      |
| Vítězka    | 3.  | 31. ledna 1999   | Clearwater, Spojené státy   | 25 000 USD | tvrdý  | Alina Židkovová       | 6–0, 7–6      |
| Finalistka | 7.  | 14. února 1999   | Rockford, Spojené státy     | 25 000 USD | tvrdý  | Samantha Smithová     | 4–6, 4–6      |
| Finalistka | 8.  | 21. března 1999  | Noda, Japonsko              | 25 000 USD | tvrdý  | Šinobu Asagoeová      | 5–7, 4–6      |
| Finalistka | 9.  | 12. září 1999    | Ciudad de México, Mexiko    | 25 000 USD | tvrdý  | Vanessa Webbová       | 6–1, 4–6, 6–7 |
| Finalistka | 10. | 20. srpna 2000   | Istanbul, Turecko           | 50 000 USD | tvrdý  | Tatiana Perebijnisová | 4–6, 3–6      |

### Čtyřhra: 4 (1–3)
| stav       | č. | datum           | turnaj               | povrch      | spoluhráčka         | finalistky                                 | výsledek      |
| ---------- | -- | --------------- | -------------------- | ----------- | ------------------- | ------------------------------------------ | ------------- |
| Vítězka    | 1. | 18. října 1993  | Lagenthal, Švýcarsko | koberec (h) | Nathalie Tschanová  | Anne De Gioanniová Heidi Sprungová         | 6–4, 4–6, 6–1 |
| Finalistka | 1. | 25. října 1993  | Jūrmala, Lotyšsko    | tvrdý       | Aleksandra Olszová  | Natalia Bondarenková Elena Tatarkovová     | 6–7, 2–6      |
| Finalistka | 2. | 19. března 1997 | Brixen, Itálie       | antuka      | Luciana Masanteová  | Caroline Schneiderová Patricia Wartuschová | 3–6, 0–6      |
| Finalistka | 3. | 7. června 1998  | Taškent, Uzbekistán  | tvrdý       | Larissa Schaererová | Fabiola Zuluagová Melissa Mazzottová       | 2–6, 1–6      |

## Výsledky dvouhry na Grand Slamu
| Rok  | Australian Open | Australian Open   | French Open | French Open            | Wimbledon | Wimbledon           | US Open | US Open          |
| ---- | --------------- | ----------------- | ----------- | ---------------------- | --------- | ------------------- | ------- | ---------------- |
| 1999 | —               | —                 | 1. kolo     | Mariaan de Swardtová   | —         | —                   | —       | —                |
| 2000 | 2. kolo         | Barbara Schettová | 1. kolo     | Rossana de los Ríosová | 1. kolo   | Jelena Lichovcevová | 1. kolo | Henrieta Nagyová |
| 2001 | 2. kolo         | Monika Selešová   | 1. kolo     | Francesca Schiavoneová | 1. kolo   | Amy Frazierová      | 3. kolo | Justine Heninová |

## Letní olympijské hry

### Ženská dvouhra: 1 (0–1)
| fáze    | datum     | turnaj                  | povrch      | soupeřka           | výsledek |
| ------- | --------- | ----------------------- | ----------- | ------------------ | -------- |
| 1. kolo | září 2000 | LOH – Sydney, Austrálie | Rebound Ace | Jelena Dementěvová | 1–6, 1–6 |

### Ženská čtyřhra: 1 (0–1)
| fáze    | datum     | turnaj                  | povrch      | spoluhráčka             | soupeřky                                 | výsledek      |
| ------- | --------- | ----------------------- | ----------- | ----------------------- | ---------------------------------------- | ------------- |
| 1. kolo | září 2000 | LOH – Sydney, Austrálie | Rebound Ace | Emmanuelle Gagliardiová | María Vento-Kabchiová Milagros Sequerová | 6–4, 4–6, 6–1 |

## Fed Cup

### Čtyřhra: 2 (0–2)
| 1. kolo Světové skupiny 1994: Kanada – Švýcarsko 3:0             | 1. kolo Světové skupiny 1994: Kanada – Švýcarsko 3:0 | 1. kolo Světové skupiny 1994: Kanada – Švýcarsko 3:0 | 1. kolo Světové skupiny 1994: Kanada – Švýcarsko 3:0 | 1. kolo Světové skupiny 1994: Kanada – Švýcarsko 3:0 | 1. kolo Světové skupiny 1994: Kanada – Švýcarsko 3:0 |
| ---------------------------------------------------------------- | ---------------------------------------------------- | ---------------------------------------------------- | ---------------------------------------------------- | ---------------------------------------------------- | ---------------------------------------------------- |
| 19. července 1994                                                | Frankfurt n. Mohanem, Německo                        | antuka                                               | Mirka Vavrinecová Manuela Schwerzmannová             | Jill Hetheringtonová Rene Simpsonová                 | 2–6, 5–7                                             |
| základní skupina Světové skupiny 2000: Slovensko – Švýcarsko 1:2 |                                                      |                                                      |                                                      |                                                      |                                                      |
| 27. dubna 2000                                                   | Bratislava, Slovensko                                | tvrdý (h)                                            | Mirka Vavrinecová Patty Schnyderová                  | Karina Habšudová Daniela Hantuchová                  | 7–68–6, 2–6, 5–7                                     |

## Postavení na konečném žebříčku WTA

### Dvouhra
| Sezóna | 1993 | 1994   | 1995   | 1996   | 1997   | 1998   | 1999   | 2000  | 2001   | 2002   |
| Pořadí | 737. | ▲ 551. | ▲ 337. | ▼ 485. | ▲ 262. | ▼ 270. | ▲ 103. | ▲ 88. | ▼ 112. | ▼ 917. |

### Čtyřhra
| Sezóna | 1993 | 1994   | 1995   | 1996 | 1997 | 1998   | 1999   | 2000   |
| Pořadí | 456  | ▼ 679. | ▼ 882. | —    | 323. | ▲ 253. | ▼ 356. | ▼ 464. |